# Bojarynja Wera Scheloga
Bojarynja Wera Scheloga (russisch: Боярыня Вера Шелога, deutsch: Die Bojarin Wera Scheloga, op. 54) ist eine Oper in einem Akt bzw. ein „musikalisch-dramaturgischer Prolog“ zur Oper Pskowitjanka. Musik und Libretto stammen wie diese von Nikolai Rimski-Korsakow. Der Inhalt basiert auf dem ersten Akt des Theaterstücks Pskowitjanka von Lew Mei. Der Prolog entstand in den Jahren 1877/1878, wurde 1898 überarbeitet und als eigenständiges Werk am 15. Dezemberjul. / 27. Dezember 1898greg. im Theater von Gawrila Solodownikow in Moskau uraufgeführt.

## Handlung
Die Handlung spielt im Jahr 1555 zur Zeit Iwans des Schrecklichen in der russischen Stadt Pskow.
Wohnzimmer im Haus des Bojaren Scheloga; morgens
Im Hintergrund die Tür zum Stall; rechts zwei Fenster zum Garten; eines davon ist geöffnet, und einige Kirschbaumzweige dringen herein; links eine halb geöffnete Tür, dahinter ein Tisch mit einem kleinen Kästchen darauf; vor dem offenen Fenster stehen ein Spitzenrahmen und zwei Stühle mit prachtvoll geschnitzten Rücken.
Szene 1. Nadeschda ist mit ihrer Amme Wlassjewna zu Besuch bei ihrer Schwester Wera, der Frau des Bojaren Iwan Scheloga. Während Wlassjewna ihre Herrin mit Geschmeide aus dem Kästchen schmückt, unterhalten sich die beiden über die tiefe Traurigkeit Weras, die kaum noch spricht und den Tag damit verbringt, ihrer kleinen Tochter Olga (Olenka) Wiegenlieder zu singen. Wlassjewna glaubt, sie vermisse ihren Mann, der seit längerer Zeit gemeinsam mit Nadeschdas Verlobtem Juri Tokmakow für den Zaren im Krieg kämpft. Nadeschda ist sich ihrer eigenen Gefühle für den Fürsten Juri, den sie unattraktiv findet, nicht sicher. Wlassjewna entgegnet, dass die meisten Mädchen keinen Moment zögern würden, ihn zu heiraten. Inzwischen ist das Kind aufgewacht, und Wera singt von draußen ein Wiegenlied, um es zu beruhigen („Baju-bai-bai-bai“). Wlassjewna zieht sich in den Keller zurück.
Szene 2. Die beiden Schwestern erwarten die Männer in Kürze zurück. Iwan Scheloga ist schon so lange bei der Armee, dass er Olga noch nie gesehen hat. Wera gesteht Nadeschda den Grund für ihren Kummer: Sie hat gesündigt, und Olga ist das Kind eines anderen Mannes. Jetzt weiß sie nicht, wie sie sich Iwan gegenüber verhalten soll. Nadeschda versucht, sie zu trösten: Iwan werde eine Zeitlang verärgert sein, ihr aber bald vergeben. Doch Wera will keine Vergebung, denn sie liebt den anderen Mann, dessen Namen sie nicht nennen will, noch immer. Sie erzählt Nadeschda ihre Geschichte: Schon bald, nachdem sie gegen ihren Willen verheiratet wurde, zog ihr Mann in den Krieg. Der Zar kam nach einem bedeutenden Sieg in die Stadt Pskow. Zu dieser Zeit wollte Wera ein nahegelegenes Höhlenkloster besuchen. Sie verirrte sich jedoch auf dem Weg dorthin im Wald. Sie hörte eine Stimme und lief in deren Richtung, stolperte aber und verlor das Bewusstsein. Als sie wieder erwachte, befand sie sich in einem vornehmen Zelt bei einem Edelmann, der sie zutiefst beeindruckte und dem sie nicht widerstehen konnte – Zar Iwan persönlich. Als Trompeten die Ankunft der beiden Männer verkünden, gerät Wera in Panik.
Szene 3. Juri Tokmakow und der Bojar Iwan Scheloga treten in Erwartung einer freudigen Begrüßung ein. Wera jedoch weicht zurück und warnt ihren Mann, das Kind nicht anzufassen. Misstrauisch fragt Iwan, wessen Kind das sei. Nadeschda antwortet anstelle ihrer Schwester: „Meines!“

## Gestaltung
Rimski-Korsakow selbst legte fest, dass im Falle einer Aufführung der Bojarynja Wera Scheloga als Prolog zu Pskowitjanka „vor dem Prolog dessen Ouvertüre zu spielen und die Ouvertüre der Oper vor Beginn des ersten Aktes“ zu spielen sei.
Dem Prolog-Charakter des Werks entsprechend erscheinen in Weras Erzählung bereits die Leitmotive Olgas und des Zaren aus Pskowitjanka. Für Weras Weg zum Höhlenkloster verwendete Rimski-Korsakow Musik aus dem ersten Bild des letzten Akts der Pskowitjanka, in dem sich Olga im Wald in der Nähe des Klosters befindet.:28
Die rezitativischen Dialoge der beiden Schwestern und der Amme stehen musikalisch zwischen „Redennachahmung und melodischer Stilisierung“. Die Dramaturgie der drei Hauptpersonen kommt ohne jegliche Konflikte aus. Die eigentliche Bedeutung des Werks steckt in der Musik, die „atmosphärisch-seelische Zustände“ darstellt.:25f
Im Wiegenlied Weras, das zur gleichen Zeit wie seine Volksliedsammlung entstand, zeigte Rimski-Korsakow die „Sphäre des Weiblichen musikalisch wie textlich in der Art eines Volksliedes“.:27 Melodie und Begleitung werden in jeder Strophe variiert.:353

### Orchester
Die Orchesterbesetzung der Oper enthält die folgenden Instrumente:
- Holzbläser: zwei Flöten, zwei Oboen, zwei Klarinetten, zwei Fagotte
- Blechbläser: vier Hörner, zwei Trompeten, drei Posaunen
- Pauken
- Streicher

## Werkgeschichte
Das Werk erzählt die Vorgeschichte von Nikolai Rimski-Korsakows 1873 entstandener Oper Pskowitjanka. Er komponierte es in den Jahren 1877/1878 im Rahmen der ersten Überarbeitung dieser Oper als Prolog derselben. Das Libretto verfasste er selbst. Es basiert auf dem ersten Akt von Lew Meis Tragödie Pskowitjanka, den Rimski-Korsakow in seiner Oper ausgelassen hatte.:24 In der ersten Fassung bestand der Prolog lediglich aus dem Wiegenlied und Weras Erzählung. In der dritten Fassung der Pskowitjanka von 1891/1892 verwarf er den Prolog wieder. 1898 nahm er sich das Werk erneut vor, ergänzte das Rezitativ und vervollständigte damit den Operneinakter. In seiner Chronik meines musikalischen Lebens beschrieb er die Änderungen folgendermaßen:

„Ich schrieb den Prolog unter dem Titel ‚Die Bojarin Wera Scheloga‘ neu und gab ihm eine Form, in der er gleichermaßen als selbständiger Einakter wie auch als Prolog zu meiner Oper gespielt werden konnte. Den größeren Teil der Erzählung Weras übernahm ich mit kleinen Änderungen aus dem Prologentwurf zur zweiten ‚Pskowitjanka‘-Fassung der siebziger Jahre, ebenso das Finale; den gesamten ersten Teil mit Ausnahme des Wiegenliedes schrieb ich ganz neu, und zwar in meinem neuen vokalen Kompositionsstil. Das Wiegenlied wurde lediglich überarbeitet.“

Die Uraufführung als eigenständiges Werk fand am 15. Dezemberjul. / 27. Dezember 1898greg. im Theater von Gawrila Solodownikow in Moskau durch das Ensemble der Russischen Privatoper von Sawwa Mamontow statt.:23 Es sangen S. Borisoglebski (Iwan), N. Salina (Wera), E. Azerskaija (Nadeschda), S. E. Trezvinskij (Juri) und S. Sinitsijna (Wlassjewna).
Auch bei der Aufführung von 1899 in Petersburg wurde das Werk als Einakter gezeigt. Die ersten Aufführungen als Prolog zu Pskowitjanka fanden 1901 am Bolschoi-Theater in Moskau und 1903 am Mariinski-Theater in Petersburg statt. Spätere Produktionen der Pskowitjanka verzichteten meist wieder auf den Prolog. Die US-Premiere als eigenständiges Werk fand 1922 im New Amsterdam Theatre in New York statt. In Westeuropa wurde der Prolog erst 1978 in einer konzertanten Aufführung der RAI Turin vorgestellt.
Partitur und Klavierauszug erschienen bereits 1898 bei Bessel in Petersburg. 1946 wurde die Partitur im 8. Band der Gesamtausgabe von Rimski-Korsakows Werken herausgegeben.

## Aufnahmen
- 1947 – Semjon Sacharow (Dirigent), Orchester und Chor des Bolschoi-Theaters Moskau.
 Wladimir Gawrjuschow (Iwan), Sofja Panowa (Wera), Jelena Gribowa (Nadeschda), Nikolai Schtschegolkow (Juri), Marija Lewina (Wlassjewna).
 Als Prolog zu Pskowitjanka.
 Naxos 9.81172 (1 CD); Aquarius AQVR 333-2 (2 CDs mit Pskowitjanka).[8][9]
- 1980 – Stoyan Angelov (Dirigent), Symphonie-Orchester des Nationalen Bulgarischen Rundfunks.
 Petar Bakardjiev (Iwan), Stefka Evstatieva (Wera), Alexandrina Milcheva-Nonova (Nadeschda), Dimiter Stanchev (Juri), Stefka Mineva (Wlassjewna).
 Studioaufnahme.
 Harmonia Mundi Β 152 (1 LP); Balkanton 10607 (1 LP) / Fidelio 1877 (1 CD); Capriccio 10762 (1 CD).[10][11]:15162
- 1985 – Mark Ermler (Dirigent), Orchester und Chor des Bolschoi-Theaters Moskau.
 Wladimir Karimow (Iwan und Juri), Tamara Andrejewna Milaschkina (Wera), Olga Terjuschnowa (Nadeschda), Nina Grigorewa (Wlassjewna).
 Studioaufnahme.
 Melodia C10 24693 (1 LP).[10][11]:15161